# برنهارد رايشنباخ
برنهارد رايشنباخ (بالألمانية: Bernhard Reichenbach)‏ هو صحفي وسياسي ألماني، ولد في 12 ديسمبر 1888 ببرلين في ألمانيا، وتوفي في 19 فبراير 1975 في الإمبراطورية الرومانية. حزبياً، نشط في الحزب الديمقراطي الاجتماعي الألماني والحزب الديمقراطي الاجتماعي الألماني المستقل ‏ وCommunist Workers' Party of Germany ‏ وSocialist Workers' Party of Germany ‏.